# Tính chân thực
Tính chân thực (tiếng Pháp: la véridicité) là khái niệm phẩm chất tạo nên sức hấp dẫn, thuyết phục của văn học, thể hiện ở sự phù hợp sinh động giữa sự phản ánh của văn học với đối tượng phản ánh của nó, ở sự thống nhất giữa chân lý nghệ thuật với chân lý đời sống, giữa sự sáng tạo nghệ thuật với tất yếu của lịch sử.
Tác phẩm văn học nào cũng có tính hiện thực nhưng chỉ những tác phẩm xây dựng hình tượng phản ánh được bản chất hoặc vài ba khía cạnh bản chất của hiện thực, và phù hợp với tâm lý, thị hiếu thẩm mỹ của con người ở một giai đoạn lịch sử nhất định mới có được tính chân thực.

## Ví dụ
Truyện Thánh Gióng có tính chân thực vì đã phản ánh được cuộc đấu tranh chống ngoại xâm bảo vệ đất nước của tổ tiên ta trong buổi đầu dựng nước bằng những chi tiết, hình ảnh huyền ảo, kì vĩ, phù hợp với niềm tin và thị hiếu thẩm mỹ xây dựng trên thế giới quan thần linh chủ nghĩa của người đương thời.
Tính chân thực là một phạm trù về phẩm chất, không tách rời với khuynh hướng tư tưởng tiến bộ, với trình độ nhận thức tiên tiến, là một khái niệm có nội dung lịch sử, tùy theo tiến trình phát triển của lịch sử. Cuộc sống xã hội đặt ra những vấn đề khác nhau, khuynh hướng tư tưởng và trình độ tư duy, trình độ nhận thức, cách cảm nhận cuộc sống có những phát triển khác nhau, tâm lý và thị hiếu thẩm mỹ của con người có thay đổi thì yêu cầu về tính chân thực cũng có những thay đổi theo. Tính chân thực cũng biểu hiện khác nhau ở các loại và các thể văn học.
Không thể đơn giản xem xét tính chân thực bằng cách đối chiếu máy móc tác phẩm với đối tượng mà nó phản ánh. Chân lý nghệ thuật thống nhất, nhưng không đồng nhất với chân lý cuộc sống; giữa chúng bao giờ cũng có một khoảng cách nhất định của tưởng tượng và ước mơ, của hư cấu và sáng tạo.
Nhờ vậy mà văn học có thể “thực” hơn và “mê” hơn sự thực cuộc đời. Có nhiều chi tiết được phản ánh trong Số đỏ, Giông tố của Vũ Trọng Phụng, hoặc trong nhiều truyện ngắn của Nguyễn Công Hoan, khi mới xem qua, có vẻ như không phải là sự thực, nhưng đọc kĩ thì bản chất của sự kiện lại rất chân thực, và chính chúng đã tạo nên sức hấp dẫn và sức thuyết phục đặc thù mạnh mẽ của tác phẩm.
Trong lịch sử văn học tính chân thực bao giờ cũng gắn bó mật thiết với tính nhân dân, tính điển hình, tính nghệ thuật.